# Geraldo da Costa Pereira
Geraldo da Costa Pereira (Divinópolis, 7 de março de 1939) é um advogado e político brasileiro do estado de Minas Gerais. Foi vereador e presidente da Câmara dos Vereadores de sua cidade.

Geraldo da Costa Pereira foi deputado estadual de Minas Gerais por cinco legislaturas consecutivas, da 9ª à 13ª legislatura (1979 - 1999).

Foi ainda secretário de Estado de Justiça, no Governo Newton Cardoso. Atualmente, dedica-se ao seu escritório de advocacia em Divinópolis.